# Museo storico Alfa Romeo

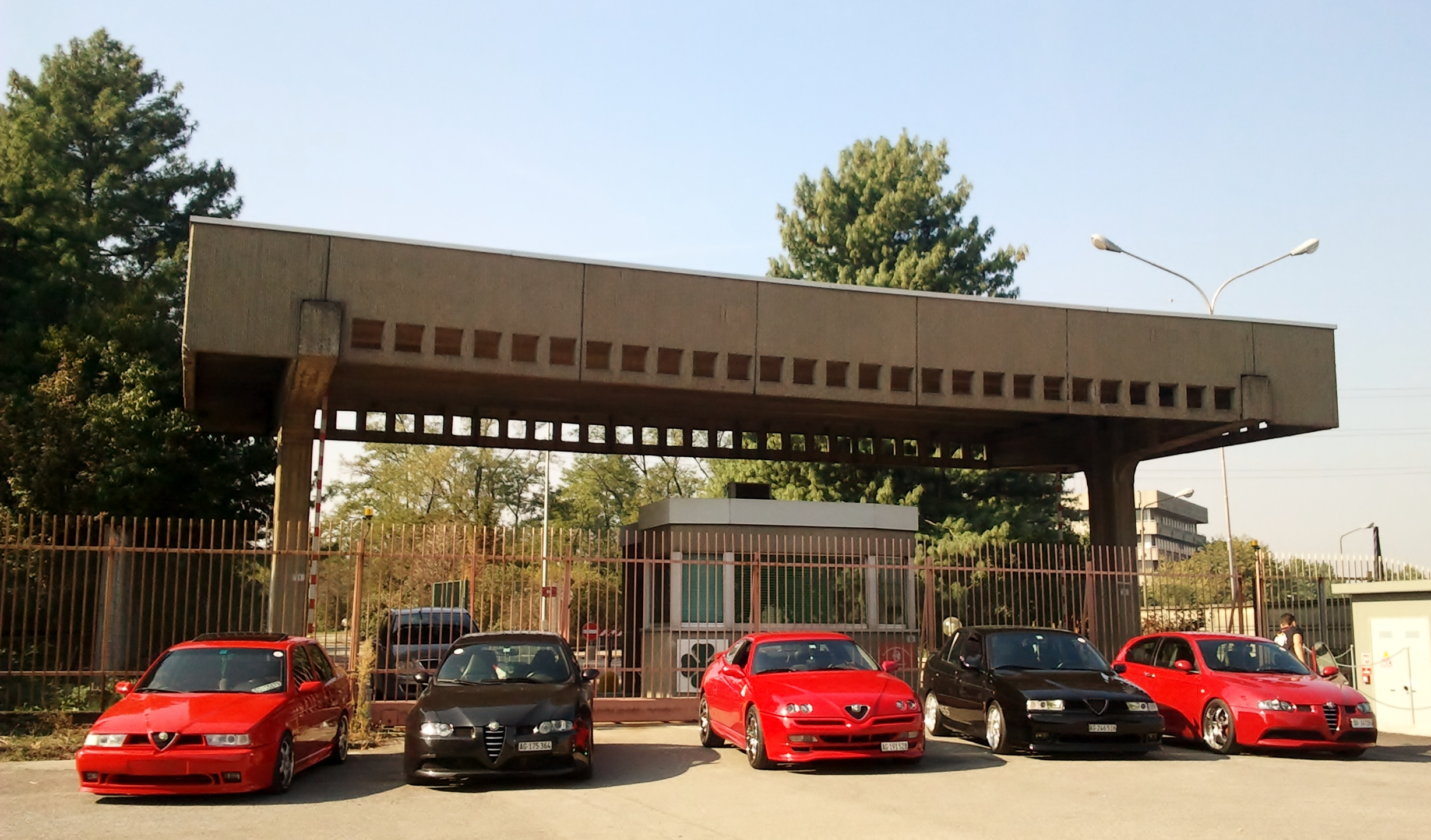
Entrata del museo, prima della ristrutturazione

Il museo storico dell'Alfa Romeo è uno spazio espositivo dedicato agli autoveicoli prodotti dalla casa automobilistica italiana Alfa Romeo, che si trova ad Arese, in Lombardia. È situato all'interno del Viale Alfa Romeo, un'area un tempo occupata dallo stabilimento produttivo dell'Alfa Romeo, nei pressi dell'ex "Centro Direzionale".

## Lo spazio espositivo

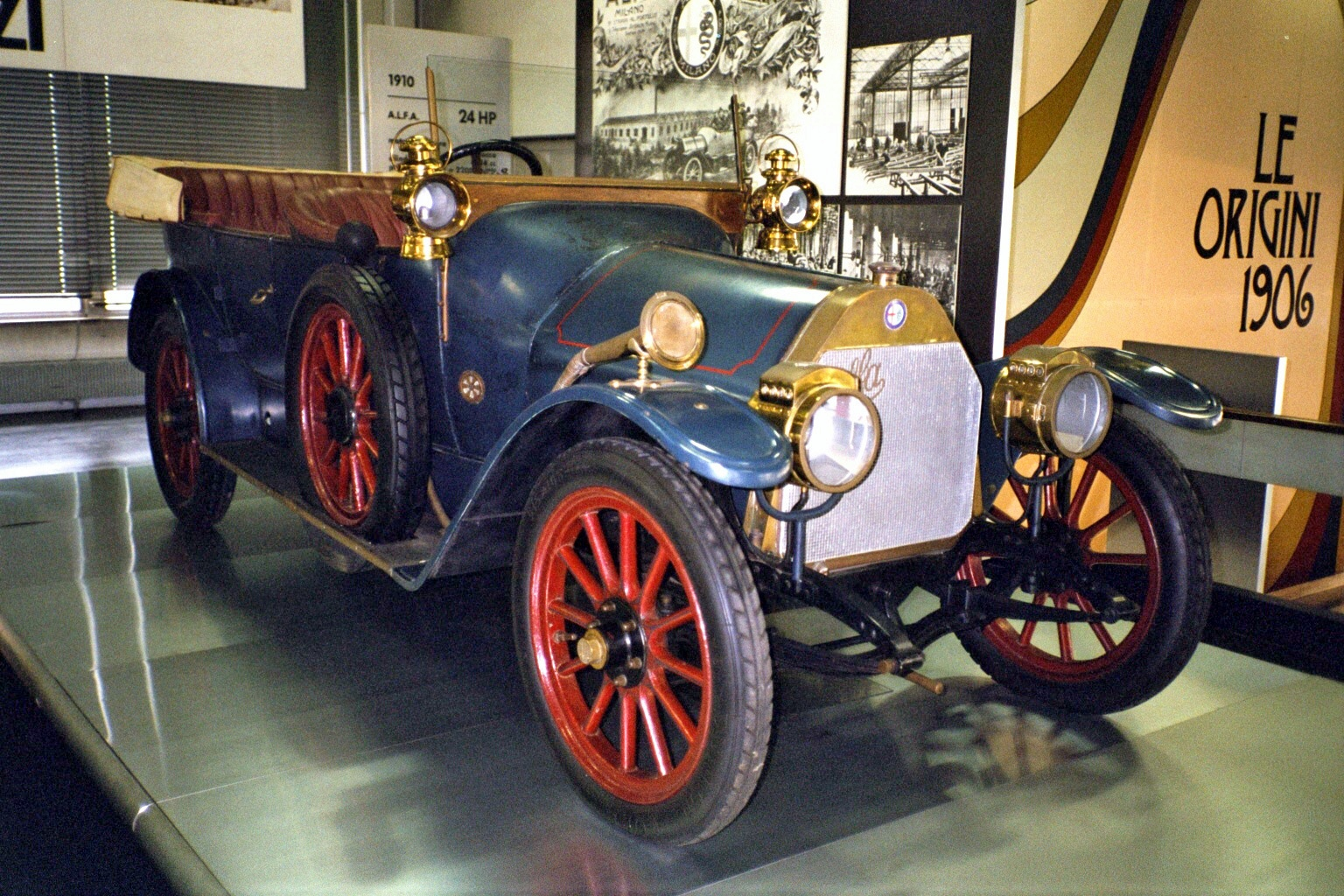
Un'ALFA 24 HP conservata al museo: è stato il primo modello prodotto dalla casa automobilistica del Biscione

Il complesso è localizzato in un'area in cui la produzione di autovetture terminò nel 2002, mentre quella dei motori nel 2005, dopo di cui l'attività industriale venne dismessa. Il museo, fortemente voluto da Giuseppe Luraghi, è stato inaugurato il 18 dicembre 1976 da Gaetano Cortesi, all'epoca presidente ed amministratore delegato (1974-1978) dell'Alfa Romeo. Il progetto del museo, unitamente a quello del "Centro Direzionale", è firmato dagli architetti Vito e Gustavo Latis.
Il museo è dedicato alla produzione dell'Alfa Romeo, che fabbricò automobili, veicoli commerciali, locomotive, trattori, autobus, filobus, motori marini e propulsori aeronautici. Si estende per 4800 m2, ed i suoi sei piani sono divisi in quattro aree tematiche. L'Alfa Romeo è proprietaria di 256 vetture e 150 motori storici. Fino al 7 febbraio 2011, la collezione allora esposta, si componeva di 118 modelli, 25 motori automobilistici e 15 propulsori aeronautici, mentre oggi solo 69 esemplari sono mostrati al pubblico in relazione agli eventi storici in cui sono stati coinvolti. Il museo possiede almeno un modello di ogni vettura assemblata dalla casa del Biscione. Il parco auto del museo comprende auto di produzione, modelli da competizione, prototipi e concept car, ed il 60% di essi è ancora funzionante. Molti di essi sono pezzi unici. Ampio spazio è dedicato inoltre a foto d'epoca e manifesti promozionali che sono stati raccolti dal "Centro Documentazione Storica" della casa, che ha sede nella medesima struttura. All'inizio del 2011 il museo venne chiuso al pubblico.

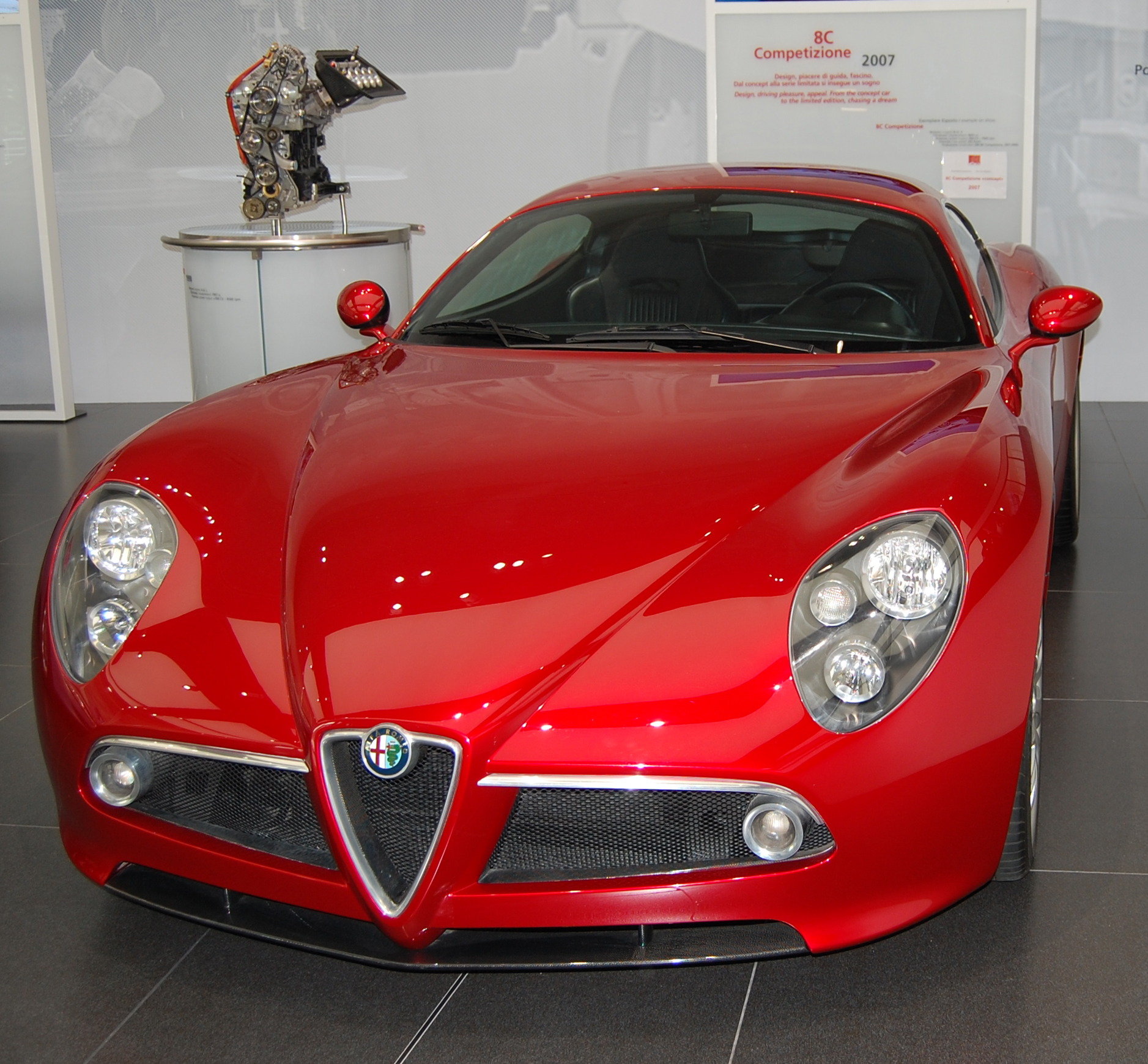
Un'Alfa Romeo 8C Competizione esposta, vicino ad un propulsore 2.0 TS D2, nel museo riammodernato

Verso la fine del 2013, su pressione degli appassionati e grazie anche all'interessamento del presidente della Regione Lombardia Roberto Maroni, ci furono voci di una possibile riapertura del sito nel corso del 2014, un anno prima dell'Expo di Milano. Tuttavia, a causa di un contenzioso che ha visto coinvolte la Fiat e il Ministero per i beni culturali, che si è battuto per evitare la vendita di alcuni modelli di automobile della collezione, la riapertura al pubblico è stata ritardata, dopo lo svolgimento di lavori di ammodernamento, al 30 giugno 2015, pochi giorni dopo la presentazione (24 giugno 2015) della nuova Alfa Romeo Giulia, con la quale l'allora Gruppo FCA aveva iniziato un programma di rilancio del marchio Alfa Romeo.
Nel giugno 2020 lo spazio espositivo si è arricchito di una nuova sezione tematica denominata "Alfa in Divisa", interamente dedicata alle vetture che in passato sono state in dotazione alle forze dell'ordine dello Stato Italiano. 
Attualmente la struttura rientra fra i beni posti sotto tutela di FCA Heritage, il dipartimento costituito da FCA Italy per la divulgazione, la promozione del patrimonio storico, automobilistico e archivistico dei marchi italiani, oggi di proprietà del gruppo Stellantis.

## Scuderia del Portello

Da sinistra Pietro Rondo e Luca Grandori sulla Giulietta SZ, Stefano Senin e Giorgio Schoen sulla Giulia TZ1

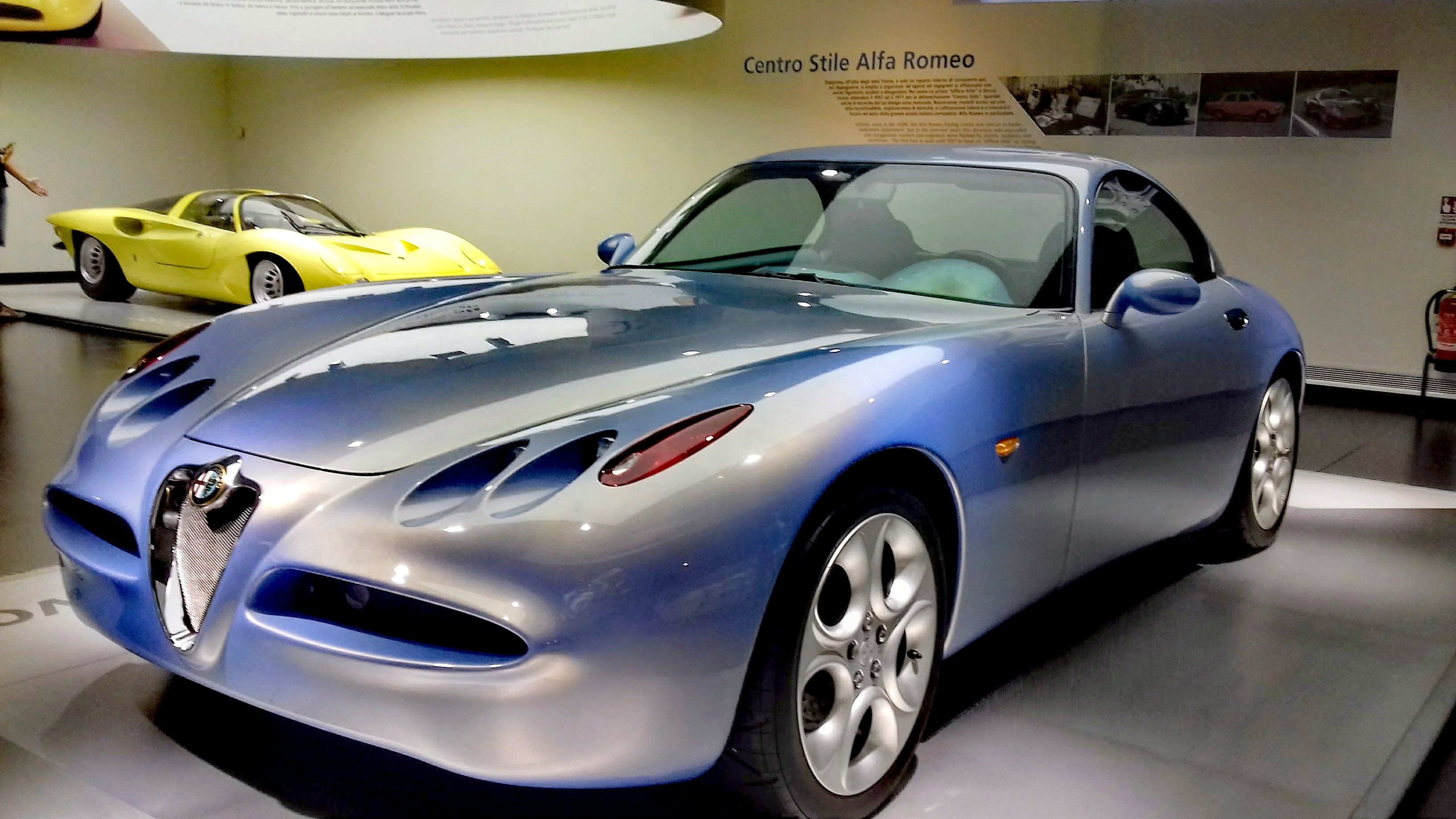
L'unico esemplare prodotto della concept car Alfa Romeo Nuvola, che è esposto al museo

La Scuderia del Portello è un'associazione sportiva italiana dedita all'attività agonistica delle vetture Alfa Romeo, la cui sede ufficiale si trova all'interno del museo storico Alfa Romeo di Arese. Fu fondata ad Arese il 3 febbraio 1982 nell'ambito del Centro Direzionale Alfa Romeo, con il patrocinio della casa madre, per iniziativa del giornalista Luca Grandori, insieme a Edilberto Mandelli, Pietro Rondo, Giorgio Schoen, Stefano Senin e Renato Ughi. Il nome richiamava il quartiere della periferia milanese in cui era sorto il primo stabilimento dell'azienda. La scuderia venne ideata come una struttura di supporto e di assistenza tecnica per i piloti che gareggiavano con vetture Alfa Romeo di cessata produzione, ma nell'atto costitutivo indicava come scopo anche la promozione del marchio, nonché la tutela del suo patrimonio storico e tecnologico, come contributo alla storia dell'automobilismo. Divenne da subito la squadra ufficiale dell'Alfa Romeo per le competizioni di auto storiche.
Nel 1990 la Scuderia del Portello modificò il proprio statuto ed estese la sua attività anche al campo dell'automobilismo contemporaneo, divenendo un club ufficiale della casa del Biscione. In quest'occasione venne cambiato anche il logo, che assunse l'aspetto attuale rievocante la forma del radiatore dell'Alfa Romeo 1900.
L'attuale presidente e team principal è Marco Cajani.

## Attività

Logo della Scuderia del Portello in uso dal 1990

Team Scuderia del Portello al FIA Historic GT Cup del 2006

### FIA Historic Racing Championships
Nell'ambito dei FIA Historic Racing Championships, i titoli massimi vinti dalla scuderia sono:

#### European Cup for Historic GT Cars
| Anno | Pilota/i            | Auto                       |
| ---- | ------------------- | -------------------------- |
| 1985 | Giuseppe Lucchini   | Alfa Romeo Giulia TZ       |
| 1986 | Marco Cajani        | Alfa Romeo SZ              |
| 1991 | Mario Elviro Govoni | Alfa Romeo 1900 SS         |
| 1996 | Roberto Radaelli    | Alfa Romeo 1900 CSS Zagato |
| 2003 | Antonacci walter    | Alfa romeo Giulietta SP V  |
| 2006 | Zampatti-Antonacci  | Alfa Romeo 1900 CSS Zagato |

#### European Challenge for Historic Touring Cars
| Anno | Pilota/i          | Auto                    |
| ---- | ----------------- | ----------------------- |
| 1989 | Marco Cajani      | Alfa Romeo 1900 Ti      |
| 1991 | Zadra-Timbal      | Alfa Romeo Giulia GTA   |
| 1992 | Bruno Bonini      | Alfa Romeo 1900 Ti      |
| 1993 | Cajani-Chiavelli  | Alfa Romeo 1900 SS      |
| 1993 | Ambrogetti-Jasson | Alfa Romeo Giulia GTA   |
| 1994 | Munari-Ambrogetti | Alfa Romeo Giulia GTA   |
| 1995 | Cajani-Morazzoni  | Alfa Romeo Giulietta Ti |
| 1996 | Faraci-Facetti    | Alfa Romeo Giulia GTA   |
| 1998 | Cajani-Maglione   | Alfa Romeo Giulietta Ti |
| 2004 | Cajani-Rossi      | Alfa Romeo Giulietta Ti |
| 2005 | Anton Dieter Karl | Alfa Romeo Giulia GTA   |

### Altre competizioni

Marco Rossi con l'Alfa Romeo 155 ITC al Goodwood Festival of Speed del 2001

Oltre ai titoli vinti sotto l'egida della FIA, la Scuderia del Portello vinse otto Campionati Italiani Auto Storiche, e le vittorie di classe complessive nelle competizioni di auto storiche in campionati europei e nazionali sono più di 300.
Nel 1997 vinse il Tour Auto (revival del Tour de France automobile) con Cajani-Faraci (Alfa Romeo Giulietta Sprint Veloce), e nel 2004, 2006 e 2007 il Tour de España, rispettivamente con Jean Sage (Alfa Romeo Giulietta Ti), Sage-Entremont (Alfa Romeo 1900 Ti) e Cajani-Confaloni (Alfa Romeo 1900 CSS Zagato).
La scuderia partecipò alle rievocazioni di grandi gare storiche come la Carrera Panamericana (1990, 1991, 2002), dove nel 1991 venne premiata come "Miglior team partecipante", e nel 2002 vinse nella categoria Sport Menor con Arturo Merzario e Vinicio Marta (Alfa Romeo Giulietta Spider Veloce), e nella categoria Original Panamericana con Prisca Taruffi e Antonio Maglione (Alfa Romeo Giulietta Sprint Veloce). Fu presente in due edizioni del London-Sydney Marathon (1993 e 2000) e nella Pechino-Parigi (2007 e 2016). Nel 2004 fu l'unica squadra corse presente in tutte le sei classi della rievocazione storica della 24 Ore di Le Mans, e con Phil Hill ottenne la vittoria di classe con l'Alfa Romeo 6C 3000 CMM.
A livello nazionale la Scuderia del Portello è presente nelle rievocazioni delle corse storiche Mille Miglia e Targa Florio.

Anche nel settore delle auto da corsa moderne la scuderia ha conseguito risultati di rilievo, tra cui un Titolo Piloti e Marche ISCS Serie Internazionale Gruppo N, un Titolo Italiano Superproduzione, due Titoli CIVT Campionato Italiano Velocità Turismo Gruppo N, un Titolo di Classe fino a 2.5 cc. Superdiesel Challenge ETCS, due Coppe femminili CSAI, una vittoria nel Challenge Alfa Romeo CIVT, una vittoria di classe ISCS alla 24 Ore del Nürburgring e due vittorie nel Campionato Italiano Superturismo (Trofeo Privati).

Team Scuderia del Portello alla Coppa Intereuropa del 2004

### Piloti di rilievo
- Bruno Bonini
- Costantino Bertuzzi

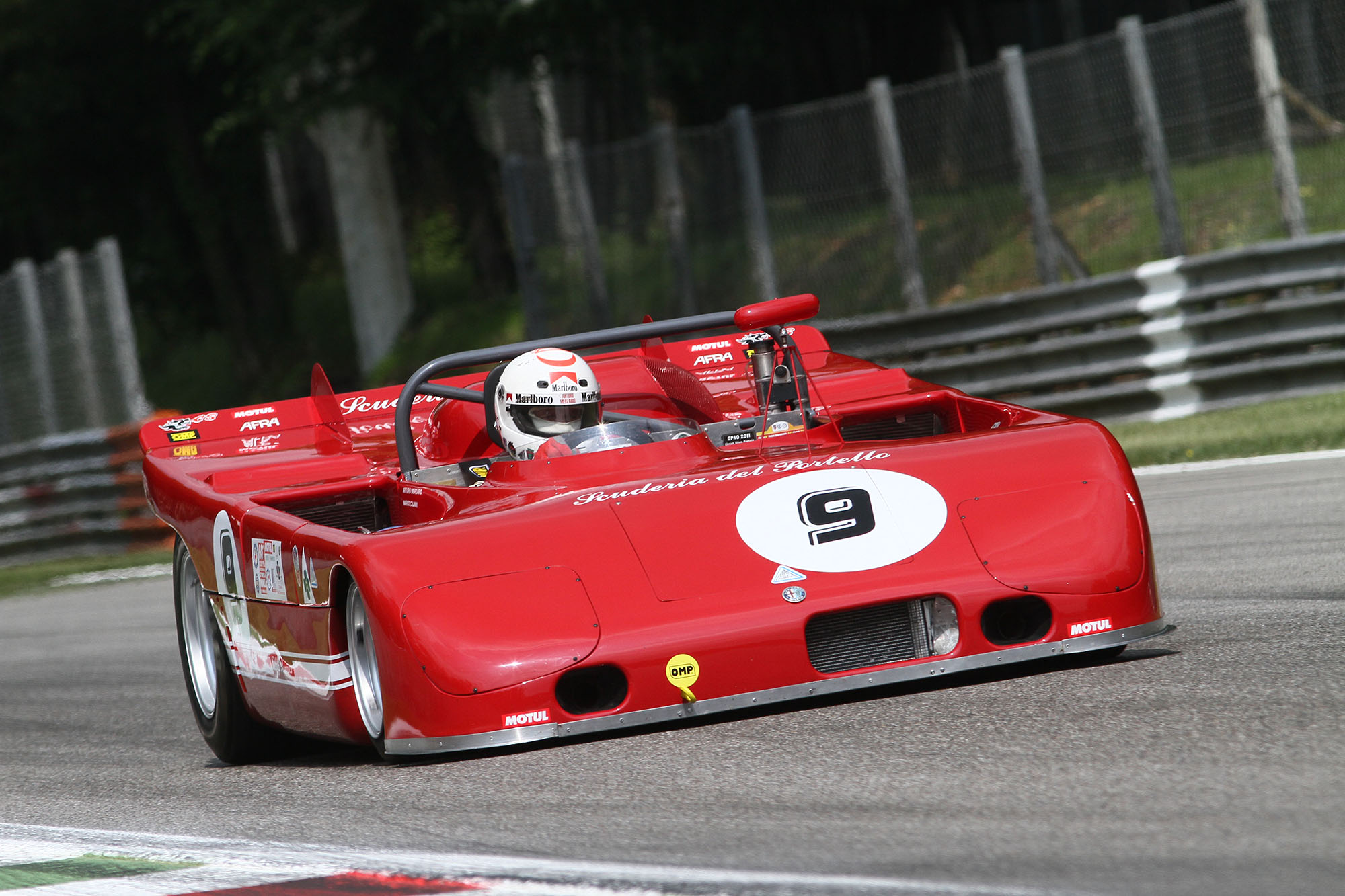
Arturo Merzario con l'Alfa Romeo 33 TT a Monza

- Angelo Renato Chiapparini
- Vic Elford
- Carlo Facetti
- Fabio Francia
- Giovanni "Nanni" Galli
- Phil Hill
- Arturo Merzario
- Sandro Munari
- Gino Munaron
- Fabian Peroni
- Gian Luigi Picchi
- Luigi "Gino" Pozzo
- Gian Claudio "Clay" Regazzoni
- Alessandro Sgarzi
- Prisca Taruffi
- Nino Vaccarella
- Ross Zampatti